# Love Lust Faith + Dreams
Love Lust Faith + Dreams – czwarty album zespołu Thirty Seconds to Mars. Album koncepcyjny został wydany 17 maja 2013 roku przez wytwórnię Virgin Records. Polska premiera odbyła się 21 maja 2013 roku.

## Tło nagrywania

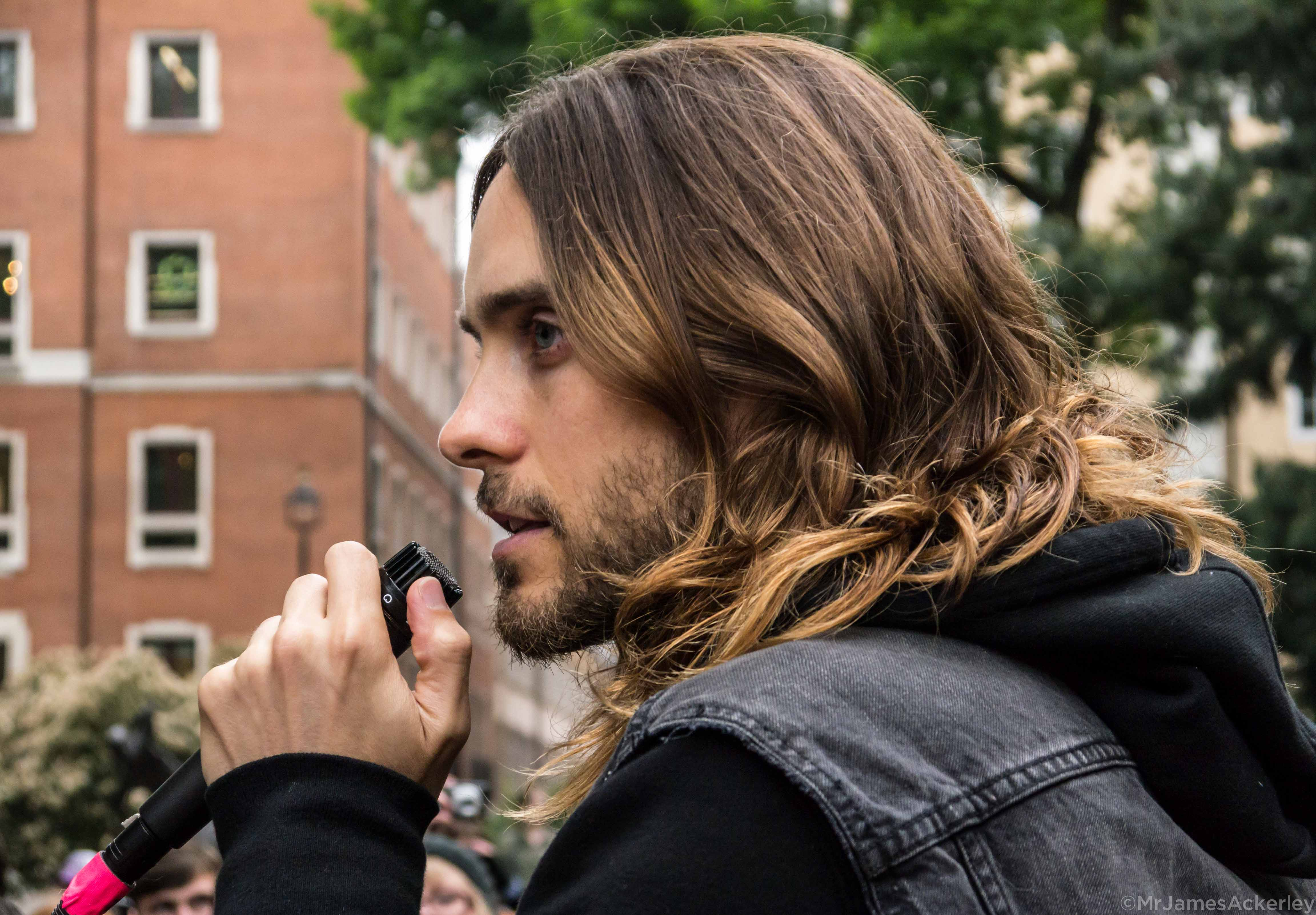
Jared Leto w Soho Square Gardens w Londynie

W 2009 roku zespół 30 Seconds to Mars wydał trzeci album This Is War. Ukazał on nowy kierunek obrany przez zespół. Wykorzystano ciemniejsze tematy liryczne, głośniejsze dźwięki i więcej elektronicznej, eksperymentalnej muzyki w stylu vintage, tworzonej przy użyciu syntezatora. Album This Is War został sprzedany w liczbie ponad czterech milionów płyt oraz miliona singli. Zespół pobił Rekord Guinnessa na najdłuższą trasę koncertową zespołu rockowego. Trwała ona dwa lata, obejmowała trasy "Into the Wild Tour", "Hurricane Tour" oraz "Closer to the Edge Tour" i składała się z 309 koncertów.
Zespół rozpoczął prace nad czwartym albumem studyjnym od razu po zakończeniu trasy "Closer to the Edge Tour'. Wokalista zespołu Jared Leto pragnął "albumu, który ma odpływ i przypływ treści i struktury", kontrastowego do dotychczasowej twórczości grupy. Leto rozpoczął pracę nad pisaniem albumu w grudniu 2011 roku. Do rozpoczęcia nagrywania albumu "Love, Lust, Faith and Dreams" w kwietniu 2012 roku Jared Leto napisał 50 utworów.
23 kwietnia 2012 roku magazyn Rolling Stone opublikował artykuł wyjawiający, że 30 Seconds to Mars pracuje w studiu nad nagrywaniem czwartego albumu studyjnego. Zespół opublikował przedpremierowo cześć nowego materiału 27 kwietnia za pomocą VyRT stream, łącznie z piosenką "Witness". W artykule stwierdzono także, że zespół zainteresowany był współpracą przy albumie z innymi artystami. Wiadomość ta została potwierdzona na oficjalnym profilu zespołu na Twitterze. 25 kwietnia 2012 roku MTV Buzzworthy potwierdziło współpracę zespołu z producentem Steve'em Lillywhite'em, powiązanym z zespołami U2, The Killers oraz Peterem Gabrielem.

## Nagrywanie
Album był nagrywany od kwietnia do grudnia 2012 roku w Los Angeles w Stanach Zjednoczonych.
We wrześniu 2012 roku odbyło się "The Summit", czyli spotkanie z zaproszonymi fanami, którzy przyczyniają się do tworzenia wokali refrenów. W ten sposób w 2009 roku nagrano materiał do "This Is War". W przeciwieństwie do "This Is War", gdzie w nagraniu udział brała cała zgromadzona publiczność, podczas "The Summit" do "Love, Lust Faith and Dreams" zaproszono jedynie 20 do 25 ludzi.

## Album koncepcyjny
Album "Love, Lust, Faith + Dreams" jest podzielony na cztery segmenty, które noszą odpowiednio nazwy Love (miłość), Lust (pożądanie), Faith (wiara) i Dreams (marzenia). Każda część jest zapowiedziana kobiecym głosem na początku utworu lub na końcu przerwy, która wprowadza następny segment albumu.
Każda część ma przypisany kolor. Dla części Love odpowiada kolor czerwony, zielony dla Lust, żółty dla Faith, oraz niebieski/purpurowy dla Dreams. Segment Love obejmuje utwory "Birth", "Conquistador", i "Up In the Air"; Lust zawiera "City of Angels", "The Race" oraz "End of All Days"; Faith – "Pyres of Varanasi", "Bright Lights" i "Do or Die"; natomiast Dreams obejmuje piosenki "Convergence", "Northern Lights", a także "Depuis Le Début".

## Promocja

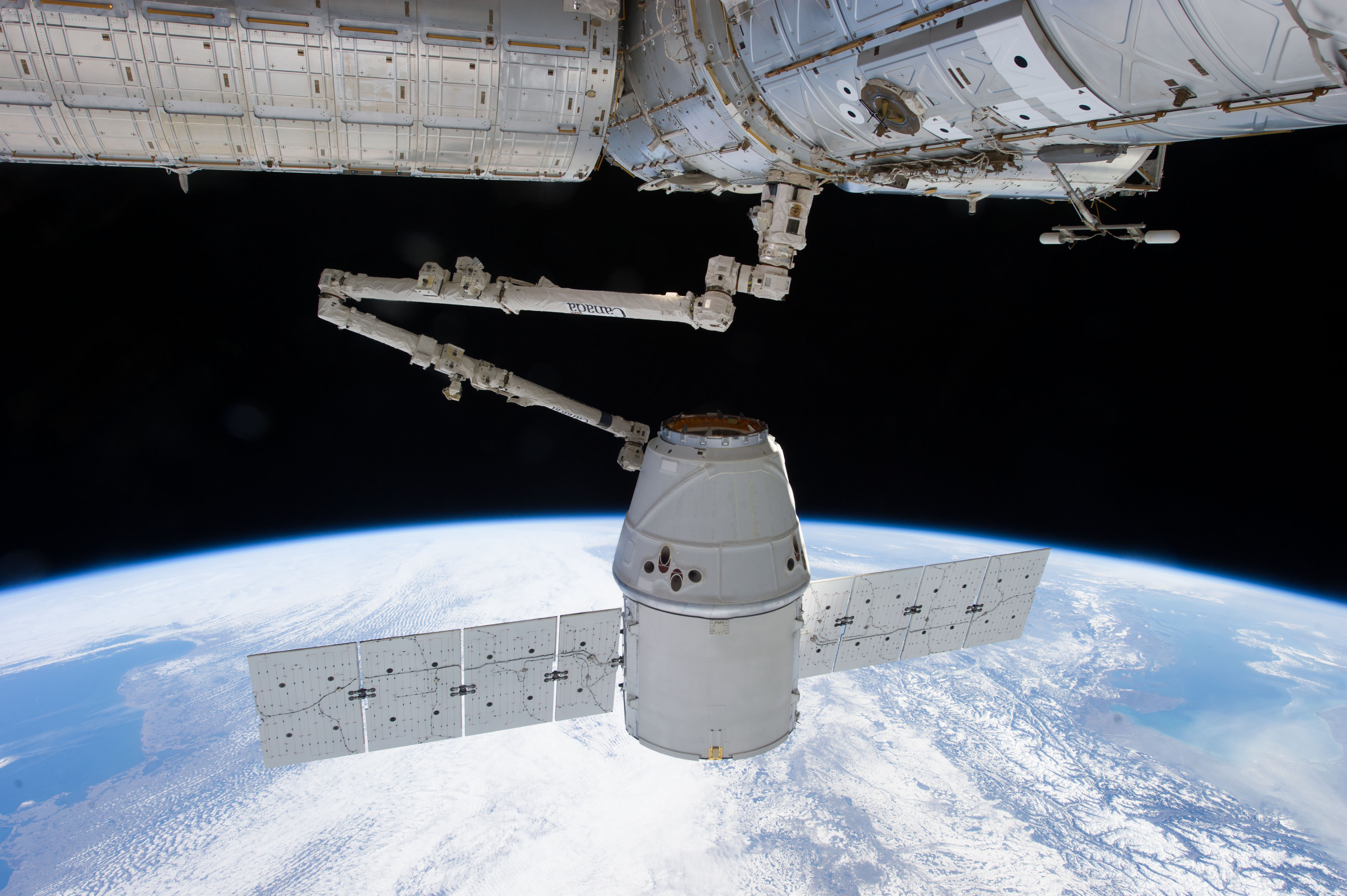
Singiel "Up in the Air" został wysłany na Międzynarodową Stację Kosmiczną na pokładzie statku SpaceX CRS-2

Promocję albumu rozpoczęto podczas drugiego etapu nagrań. Była ona oparta na programach The Mars Laboratory i The Mars Laboratory II nadawanych w trybie online na stronie VyRT, serwisu który zespół założył podczas nagrywania albumu This Is War. Programy ukazywały zespół podczas nagrywania albumu. Transmisja The Mars Laboratory odbyła się 27 kwietnia 2012 roku. The Mars Laboratory II wprowadzono podczas postprodukcji albumu 1 grudnia 2012 roku.

### Single
"Up in the Air" został wydany 19 marca 2013 roku jako czołowy singiel albumu "Love, Lust, Faith and Dreams". Ogłoszono go na Twitterze 28 lutego 2013 roku jako pierwszy singiel nowego albumu. Kopia CD singla została wysłana do NASA, w celu wysłania jej w przestrzeń kosmiczną jako pierwszą komercyjną płytę. 3 marca 2013 roku statek kosmiczny SpaceX CRS-2 zadokował do Międzynarodowej Stacji Kosmicznej. Debiut utworu odbył się na pokładzie Międzynarodowej Stacji Kosmicznej 18 marca 2013 roku. Następnego dnia został udostępniony jako digital download w Internecie. Teledysk do utworu miał swoją premierę 19 kwietnia 2013 roku.
"City of Angels" zostanie opublikowany na antenie US Modern Rock Radio jako singiel promocyjny albumu 23 lipca 2013 roku. Jared Leto potwierdził to w wywiadzie dla magazynu Glamoholic.
Podczas trasy "Summer European Tour" Jared Leto potwierdził, że w czasie koncertu zespół nagrywał materiał filmowy do teledysku piosenki "Do or Die".

## Lista utworów
Wszystkie piosenki oprócz utworu "Convergence" zostały napisane oraz skomponowane przez Jareda Leto. Autorem "Convergence" jest Shannon Leto.
- 1. "Birth" – 2:07
- 2. "Conquistador" – 3:12
- 3. "Up in the Air" – 4:36
- 4. "City of Angels" – 5:02
- 5. "The Race" – 3:40
- 6. "End of All Days" – 4:51
- 7. "Pyres of Varanasi" – 3:12
- 8. "Bright Lights" – 4:46
- 9. "Do or Die" – 4:07
- 10. "Convergence" – 2:00
- 11. "Northern Lights" – 4:44
- 12. "Depuis Le Debut" – 2:33

Bonus track (Japonia)
- 13. "Night of the Hunter" (Shannon Leto remix)

## Skład zespołu
30 Seconds to Mars
- Jared Leto – wokal, gitara rytmiczna, gitara basowa, keyboards, syntezator, teksty, muzyka
- Shannon Leto – perkusja, syntezator
- Tomo Miličević – gitara, gitara basowa, keyboards, syntezator, skrzypce, wiolonczela

## Historia wydania
| Region            | Data          | Format               | Wytwórnia                           |
| ----------------- | ------------- | -------------------- | ----------------------------------- |
| Australia         | 17 maja 2013  | Digital download, CD | EMI/Virgin Records, Universal Music |
| Niemcy            | 17 maja 2013  | Digital download, CD | EMI/Virgin Records, Universal Music |
| Irlandia          | 17 maja 2013  | Digital download, CD | EMI/Virgin Records, Universal Music |
| Włochy            | 17 maja 2013  | Digital download, CD | EMI/Virgin Records, Universal Music |
| Nowa Zelandia     | 17 maja 2013  | Digital download, CD | EMI/Virgin Records, Universal Music |
| Wielka Brytania   | 20 maja 2013  | Digital download, CD | EMI/Virgin Records, Universal Music |
| Francja           | 20 maja 2013  | Digital download, CD | EMI/Virgin Records, Universal Music |
| Kanada            | 21 maja, 2013 | Digital download, CD | EMI/Virgin Records, Universal Music |
| Meksyk            | 21 maja, 2013 | Digital download, CD | EMI/Virgin Records, Universal Music |
| Polska            | 21 maja, 2013 | Digital download, CD | EMI/Virgin Records, Universal Music |
| Stany Zjednoczone | 21 maja, 2013 | Digital download, CD | EMI/Virgin Records, Universal Music |
| Argentyna         | 21 maja, 2013 | Digital download, CD | EMI/Virgin Records, Universal Music |
| Japonia           | 22 maja 2013  | Digital download, CD | Universal International, EMI Japan  |
| Filipiny          | 27 maja 2013  | Digital download, CD | MCA Music                           |

## Listy przebojów i certyfikacje

### Album
| Rok  | Kraj             | Lista                              | Najwyższa pozycja | Certyfikacja | Sprzedaż |
| ---- | ---------------- | ---------------------------------- | ----------------- | ------------ | -------- |
| 2013 | Australia        | ARIA                               | #4                | —            | —        |
| 2013 | Austria          | Ö3 Austria                         | #3                | Złoto        | 10.000   |
| 2013 | Belgia           | Ultratop Flanders                  | #15               | —            | —        |
| 2013 | Belgia           | Ultratop Wallonia                  | #12               | —            | —        |
| 2013 | Kanada           | Billboard                          | #6                | —            | —        |
| 2013 | Czechy           | ČNS IFPI                           | #8                | —            | —        |
| 2013 | Dania            | Hitlisten                          | #14               | —            | —        |
| 2013 | Holandia         | MegaCharts                         | #14               | —            | —        |
| 2013 | Finlandia        | Musiikkituottajat                  | #14               | —            | —        |
| 2013 | Francja          | SNEP                               | #21               | —            | —        |
| 2013 | Niemcy           | Media Control                      | #3                | —            | —        |
| 2013 | Węgry            | MAHASZ                             | #15               | —            | —        |
| 2013 | Irlandia         | IRMA                               | #7                | —            | —        |
| 2013 | Włochy           | FIMI                               | #3                | —            | —        |
| 2013 | Japonia          | Oricon                             | #53               | —            | —        |
| 2013 | Korea Południowa | GAON                               | #39               | —            | —        |
| 2013 | Nowa Zelandia    | RIANZ                              | #11               | —            | —        |
| 2013 | Norwegia         | VG-lista                           | #6                | —            | —        |
| 2013 | Polska           | ZPAV                               | #5                | Złoto        | 10.000   |
| 2013 | Portugalia       | AFP                                | #1                | Złoto        | 10.000   |
| 2013 | Rosja            | NFPF                               | #5                | Złoto        | 5.000    |
| 2013 | Szkocja          | OCC                                | #5                | —            | —        |
| 2013 | Hiszpania        | PROMUSICAE                         | #6                | —            | —        |
| 2013 | Szwecja          | Sverigetopplistan                  | #53               | —            | —        |
| 2013 | Szwajcaria       | Schweizer Hitparade                | #5                | —            | —        |
| 2013 | Wielka Brytania  | OCC                                | #5                | —            | —        |
| 2013 | Wielka Brytania  | OCC Rock Albums                    | #1                | —            | —        |
| 2013 | USA              | Billboard 200                      | #6                | —            | —        |
| 2013 | USA              | Top Alternative Albums (Billboard) | #3                | —            | —        |
| 2013 | USA              | Top Rock Albums (Billboard)        | #3                | —            | —        |